# Chiesa di San Matteo (Bergamo)
La chiesa di San Matteo è un luogo di culto cattolico, si trova nella parte alta della città di Bergamo a conclusione del vicolo Seminarino, trasversale della via Tassis. Si vorrebbe fondata da Carlo Magno nell'VIII secolo.

## Storia
La chiesa ha una storia molto antica, la prima citazione risale al 1100, anche se, per tradizione popolare, si ritiene che fosse fondata già nell'VIII secolo da Carlo Magno. Dalla prima citazione del XII secolo, risulta che apparteneva alla pieve di Levate. Lo storico Giuseppe Ronchetti nel suo Memorie storiche della città e chiesa di Bergamo fino al 1428 (1805-39), cita un atto notarile di Bergamino da Zandobbio del 22 febbraio 1367, che riporta l'indicazione che la chiesa era prepositurale e che i suoi beni furono uniti alla chiesa prepositurale alessandrina. Con la creazione delle vicinie cittadine, la chiesa diede il nome alla vicinia omonima.
Nel 1492, secondo le testimonianze scritte da Donato Calvi, la chiesa viveva un periodo di grave abbandono, "11 ottobre 1492-la chiesa minacciava rovina da tutte le parti". Per questo alla fine del Cinquecento, la chiesa fu oggetto di un grande restauro, venendo completamente demolita lasciando integro solo il campanile. In quel periodo la chiesa era sussidiaria dalla chiesa di San Michele all'arco. Nel 1753 furono eseguiti lavori di stuccatura che furono pagati dal seminarino, essendo questa considerata chiesa a uso anche del seminario che si trovava nel palazzo in prossimità.
Il Novecento vide ulteriori lavori di ammodernamento e mantenimento con la nuova pavimentazione in marmo su progetto di Luigi Angelini. Fu posto il nuovo altare in ottemperanza all'adeguamento liturgico delle chiese.

## Descrizione

### Esterno
L'edificio di culto, anticipato dal piccolo sagrato con pavimentazione in conci di fiume, originariamente aveva il classico orientamento liturgico con abside a est, dopo la ricostruzione seicentesca, la chiesa ebbe il nuovo orientamento nord-sud con la facciata divisa su due ordini e rivolta verso vicolo Seminarino. L'ordine inferiore è in conci di pietra con l'ingresso principale avente contorno in pietra arenaria. L'ordine superiore è intonacato e ospita la finestra rettangolare sagomata atta a illuminare l'aula con i finti contorni dipinti di grigio. La vetrata raffigurante san Matteo è un lavoro di Mino Morra del 2012. La facciata a capanna termina con gli spioventi lignei a vista del tetto.

### Interno
L'interno della chiesa a pianta rettangolare, e a unica navata, è diviso in tre campate da lesene complete di alto basamento e terminanti con capitelli ionici che reggono la trabeazione e il cornicione non percorribile, dove s'imposta la volta a botte. 

La prima campata a sinistra ospita il dipinto dell'Addolorata, mentre in corrispondenza a destra vi è l'ingresso laterale. La seconda campata ha su entrambi i lati due finestre rettangolari sagomate. La terza campata è adornata da tele raffiguranti santi, poste una per lato. 
La zona presbiteriale con volta a botte, anticipata dall'arco trionfale è rialzata da tre gradini e termina con il coro absidato coperto dal classico catino.
La volta a botte della navata conserva affreschi eseguiti dal vicedirettore del seminarino, don Celestino Mazzucotelli nel Novecento.